# Kernkraftwerk Tarapur
Das Kernkraftwerk Tarapur (englisch Tarapur Atomic Power Station, TAPS) liegt im indischen Bundesstaat Maharashtra im Distrikt Palghar. Die Reaktoren TAPS-1 und TAPS-2 wurden schlüsselfertig von General Electric (GE) geliefert. Dabei handelt es sich um Siedewasserreaktoren mit jeweils 160 MW Leistung. Es waren seinerzeit fast die ersten Kernreaktoren Asiens (erster war der JPDR; er hatte aber nur 13 MW). Die Reaktoren sind die einzigen von GE nach Indien gelieferten, da die USA wegen des indischen Atomwaffenprogramms die Zusammenarbeit beendeten und erst 2006 wieder aufnahmen.
Am 9. Mai 1983 berichtete die Tageszeitung The Times of India, das Kernkraftwerk Tarapur sei radioaktiv stark kontaminiert und könne kaum noch betrieben werden. Die Mitarbeiter des Prestigeobjektes würden der ionisierenden Strahlung weit über den offiziell und international zugelassenen Richtwerten ausgesetzt. 
In Tarapur befinden sich auch die ersten beiden indischen 500 MW-PHWR (Schwerwasser-Druckreaktor); in ihnen wird schweres Wasser als Moderator eingesetzt. TAPS-4 wurde am 6. März 2005 kritisch. TAPS-3 wurde am 15. Juni 2006 an das Netz angeschlossen. Seit dem 18. August 2006 liefert auch TAPS-3 Strom für das Netz.
Die Kosten für die beiden Reaktoren sollen 6,5 Milliarden Rupien betragen.
Der Siedewasserreaktor von Tarapur arbeitet mit niedrig angereichertem Uran (LEU), das ursprünglich aus den USA kommen sollte. Wegen des indischen Atomwaffenprogramms und der Weigerung der damaligen indischen Regierung, IAEO-Inspektionen zuzulassen, wurde der Vertrag 1979 von den USA gekündigt. Das ist eine Forderung des Nuclear Non-Proliferation Act von 1978, der Lieferung von Nuklearmaterial an Staaten ausschließt, die keine Inspektionen durch die IAEO zulassen (siehe Atomwaffensperrvertrag).
Danach wurde arrangiert, dass die Franzosen das LEU liefern. Das taten sie von 1983 bis 1993, bis die Lieferungen aus demselben Grund gestoppt wurden. Ab 1995 lieferte nun China, seit 2001 Russland.

## Weitere Anlagen
Auf dem Gelände finden sich neben den Generatoren seit 1982 auch PREFRE (Fuel Reprocessing Plant) und Advanced Fuel Fabrication Facility (AFFF) zur Herstellung von MOX-Brennelementen sowie Brennelementen für Leichtwasserreaktoren (LWR) und Schwerwasserreaktoren (PHWR).
Seit 1990 gibt es eine Waste Immobilization Plant (WIP), in dem der Atommüll verglast wird und ein Endlager (Solid Storage Surveillance Facility), das bis 2010 den Müll aus Tarapur und Trombai aufnehmen soll.

## Daten der Reaktorblöcke
Das Kernkraftwerk Tarapur hat insgesamt vier Blöcke:
| Reaktorblock     | Reaktortyp         | Netto- leistung | Brutto- leistung | Baubeginn  | Netzsyn- chronisation | Kommer- zieller Betrieb | Abschal- tung |
| ---------------- | ------------------ | --------------- | ---------------- | ---------- | --------------------- | ----------------------- | ------------- |
| Tarapur (TAPS)-1 | Siedewasserreaktor | 150 MW          | 160 MW           | 01.10.1964 | 01.04.1969            | 28.10.1969              |               |
| Tarapur (TAPS)-2 | Siedewasserreaktor | 150 MW          | 160 MW           | 01.10.1964 | 05.05.1969            | 28.10.1969              |               |
| Tarapur (TAPS)-3 | PHWR               | 490 MW          | 540 MW           | 12.05.2000 | 15.06.2006            | 18.08.2006              |               |
| Tarapur (TAPS)-4 | PHWR               | 490 MW          | 540 MW           | 08.03.2000 | 04.06.2005            | 12.09.2005              |               |